# Bleier Vilmos

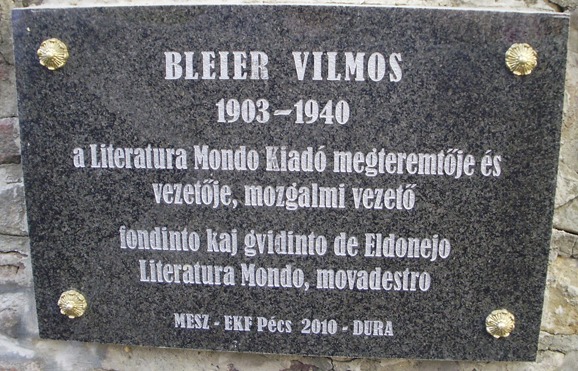
Emléktáblája Pécsett

Bleier Vilmos (Újpest, 1903. május 14. – Párizs, 1940. június 16.) eszperantista, kiadó és kiadványszerkesztő, az eszperantó mozgalom jeles képviselője a két világháború közti Magyarországon.

## Élete, munkássága
Bleier Ármin kereskedő-segéd és Karpf Róza fia. A Magyar Országos Eszperantista Munkásegyesület ügyvezetője volt 1923–1930 között. A Literatura Mondo újság és kiadó tulajdonosa és vezetője 1930–1939 között, ekkor ez a lap a nemzetközi eszperantó irodalmi élet központjaként működött. Részt vállalt az eszperantó enciklopédia írásában, szerkesztésében és kiadásában. 1928. augusztus 26-án Budapesten, a Ferencvárosban feleségül vette a nála öt évvel fiatalabb Róth Ibolyát, Róth Ignác és Stotter Blima lányát.
Öccse, Berceli Béla ugyancsak eszperantista volt, de részt vett a munkásmozgalomban is, és a világháború után tábornok lett a magyar hadseregben.
Bleier Vilmos az 1930-as évek végén Franciaországba költözött, és ott is hunyt el. (Thiais, département Val-de-Marne, FR. Párizsi temető, Párizs közigazgatási határán kívül, az Orly repülőtérre vezető főút mentén: Fontainebleau sugárút, Thiais temető, franciául Cimetière Parisien de Thiais, 82. parcella, 20. sor, 27. sz. sír).

## Emlékezete
- 2010. május 24-én a pécsi Eszperantó Parkban kétnyelvű (magyar-eszperantó) emléktáblát állítottak tiszteletére.

## Kötetek
- Enciklopedio de Esperanto / red.L. Kökény, V. Bleier ; la lingvo-fakon K. Kalocsay ; iniciatinto-cefredaktoro I. Sirjaev. Budapest : Literatura Mondo, 1933.
- El la notlibro de praktika esperantisto[10] / K. R. C. Sturmer ; arangis V. Bleier, K. Kalocsay, L. Totsche. Budapest : Literatura Mondo, 1934. 125 p